# サム・ブーイ
サミュエル・ポール・ブーイ（Samuel Paul Bowie, 1961年3月17日 - ）は、アメリカ合衆国ペンシルベニア州レバノン出身の元バスケットボール選手。NBAのポートランド・トレイルブレイザーズなどでプレーした。ポジションはセンター。
マイケル・ジョーダンとドラフト同期である。ジョーダンよりも先の全体2位で指名されたことで知られる（ジョーダンは全体3位）。

## 来歴

### カレッジ

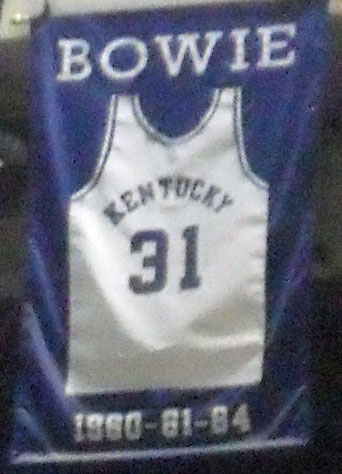
ケンタッキー大学の永久欠番バナー

ケンタッキー大学に進学し、1年目から主力として活躍。チームのNCAAトーナメント出場に貢献した。1年目のオフの1980年にモスクワ五輪のアメリカ代表に選出されたが、アメリカが同大会への参加をボイコットしたため、代表選手としてプレーすることはなかった。
2年目の1980-81シーズン終了後に左足の脛骨を疲労骨折していたことが判明。3年目の1981-82シーズンを全休したが、それでも回復せず、翌1982-83シーズンも全休した。2年間のうち44週間ギプスをして過ごし、最終的には骨移植を施すことで修復させたが、完全に回復することはなく、この怪我はキャリアを通してブーイを苦しめることになった。
2年間のリハビリを経て1983-84シーズンに復帰したが、以前と比べ成績を落とした。それでもチームはNCAAトーナメントのファイナル・フォーまで勝ち残り、準決勝でパトリック・ユーイングを擁するジョージタウン大学と対戦。ブーイはユーイングを8得点に抑えたが、自身もユーイングに10得点に抑えられ、チームは53-40で敗れた。
大学3シーズンで通算96試合に出場して平均13.4得点、8.8リバウンド、1.4アシスト、2.3ブロックの成績を残した。

### ポートランド・トレイルブレイザーズ
1984年のNBAドラフトにおいて、全体2位でポートランド・トレイルブレイザーズから指名された。
1年目の1984-85シーズンは一定の成績を残し、NBAオールルーキーチームの1stチームに選出されたが、以降は大学時代から続く左足の怪我に悩まされ、思うように実力が発揮できなかった。

### ニュージャージー・ネッツ
1989年6月24日にバック・ウィリアムズとのトレードでニュージャージー・ネッツへ移籍した。移籍後は比較的健康にシーズンを過ごすことが増え、ロールプレイヤーとして安定した成績を残した。

### ロサンゼルス・レイカーズ
1992-93シーズン終了後にブノワ・ベンジャミンとのトレードでロサンゼルス・レイカーズへ移籍したが、再び左足の怪我に悩まされるようになり、2年間で92試合の出場に留まった。その後、1994-95シーズン終了後に現役引退を表明。当時レイカーズのGMを務めていたジェリー・ウェストはブーイの現役続行を希望していたが、繋駕速歩競走をプレーすることを望んでいたブーイが考えを変えることはなかった。

## NBA個人成績

### レギュラーシーズン
| シーズン | チーム | GP  | GS  | MPG  | FG%  | 3P%  | FT%  | RPG  | APG | SPG | BPG | PPG  |
| -------- | ------ | --- | --- | ---- | ---- | ---- | ---- | ---- | --- | --- | --- | ---- |
| 1984–85  | POR    | 76  | 62  | 29.2 | .537 | .000 | .711 | 8.6  | 2.8 | .7  | 2.7 | 10.0 |
| 1985–86  | POR    | 38  | 34  | 29.8 | .484 | .000 | .708 | 8.6  | 2.6 | .6  | 2.5 | 11.8 |
| 1986–87  | POR    | 5   | 5   | 32.6 | .455 | .000 | .667 | 6.6  | 1.8 | .2  | 2.0 | 16.0 |
| 1988–89  | POR    | 20  | 0   | 20.6 | .451 | .714 | .571 | 5.3  | 1.8 | .4  | 1.7 | 8.6  |
| 1989–90  | NJN    | 68  | 54  | 32.5 | .416 | .323 | .776 | 10.1 | 1.3 | .6  | 1.8 | 14.7 |
| 1990–91  | NJN    | 62  | 51  | 30.9 | .434 | .182 | .732 | 7.7  | 2.4 | .7  | 1.5 | 12.9 |
| 1991–92  | NJN    | 71  | 61  | 30.7 | .445 | .320 | .757 | 8.1  | 2.6 | .6  | 1.7 | 15.0 |
| 1992–93  | NJN    | 79  | 65  | 26.5 | .450 | .333 | .779 | 7.0  | 1.6 | .4  | 1.6 | 9.1  |
| 1993–94  | LAL    | 25  | 7   | 22.2 | .436 | .250 | .867 | 5.2  | 1.9 | .2  | 1.1 | 8.9  |
| 1994–95  | LAL    | 67  | 10  | 18.3 | .442 | .182 | .764 | 4.3  | 1.8 | .3  | 1.2 | 4.6  |
| Career   | Career | 511 | 349 | 27.6 | .452 | .302 | .748 | 7.5  | 2.1 | .5  | 1.8 | 10.9 |

### プレーオフ
| シーズン | チーム | GP | GS | MPG  | FG%  | 3P%  | FT%   | RPG | APG | SPG | BPG | PPG  |
| -------- | ------ | -- | -- | ---- | ---- | ---- | ----- | --- | --- | --- | --- | ---- |
| 1985     | POR    | 9  | 9  | 28.8 | .441 | .000 | .560  | 8.4 | 2.3 | .4  | 2.3 | 7.3  |
| 1989     | POR    | 3  | 1  | 22.3 | .429 | .500 | .750  | 6.7 | 1.0 | .2  | 2.3 | 10.3 |
| 1992     | NJN    | 4  | 4  | 28.0 | .424 | .500 | .667  | 4.8 | 2.3 | .8  | .8  | 9.3  |
| 1993     | NJN    | 3  | 3  | 23.7 | .444 | .000 | 1.000 | 4.0 | .7  | 2.0 | .3  | 3.3  |
| 1995     | LAL    | 10 | 0  | 13.5 | .267 | .000 | 1.000 | 3.3 | .3  | .1  | .9  | 2.1  |
| Career   | Career | 29 | 17 | 22.2 | .403 | .500 | .673  | 5.5 | 1.3 | .5  | 1.4 | 5.7  |

## 人物
引退後は前述のように繋駕速歩競走の選手としてプレーした。
2度結婚しており、3人の子供がいる。現在の妻であるステファニーとは2018年4月28日に結婚した。

## エピソード
ブーイが指名された1984年のNBAドラフトは後の名選手を数多く輩出し、史上最高のNBAドラフトの一つとされている。ブーイの直前にヒューストン・ロケッツから全体1位指名を受けたアキーム・オラジュワンは後にロケッツを2度の優勝へ導くなど歴代屈指のセンターとして活躍した。そしてビル・ウォルトンの移籍以降安定したセンターを欲していたブレイザーズはこの年のドラフト候補の中で最大級の評価を受けていたマイケル・ジョーダンではなく、ブーイを指名。 (もっとも、当時のブレイザーズは前述のようにセンターを欲していたことや、ジョーダンとポジションが被るシューティングガードには後に殿堂入りを果たすクライド・ドレクスラーがいたこともあり、当時としてはこの選択は妥当なものであった。) そして、ブーイの直後にシカゴ・ブルズから全体3位指名を受けたジョーダンは後にブルズを2度の3連覇に導くなど1980年代~90年代のリーグを象徴する存在として君臨し、NBA史上最高の選手の一人とされている。ブーイの残した通算成績も決して悪いものではないが、直後に指名されたジョーダンがあまりにも偉大な選手となってしまい、またジョーダン以外にもチャールズ・バークレーやジョン・ストックトンなど後に殿堂入りを果たす名選手が残っていたことから、ブーイの指名は今なお史上最悪のドラフト指名の一つとされている。
キャリアを通じて左足の怪我に悩まされたが、ブーイ自身も「大学時代に焦らずに怪我が完全に回復するまで休めばよかった」と後悔している。また2012年にESPNで放送されたドキュメンタリー番組において、ブレイザーズ時代は怪我による痛みをチームに隠していたことを明かしている。例として、医師が怪我の具合を確認するために足を木槌で打ったとき、痛みを感じても何も感じないと主張したという。また左足の怪我は高校時代から既に発症していたことも明らかにしている。
グレッグ・オデンとは共通点が多い。オデンもまたドラフト上位 (2007年全体1位) でブレイザーズから指名されたセンターだが、NBAでは怪我に悩まされ本来の実力を発揮できず、直後に指名されたケビン・デュラントが歴代屈指のスコアラーに成長している。